# Węgierska Formuła 3
Węgierska Formuła 3 (węg. Forma III) – cykl wyścigów samochodowych w ramach mistrzostw Węgier według przepisów Formuły 3.
Na Węgrzech rozegrano tylko jeden sezon wyścigów Formuły 3. W 1964 roku mistrzostwo zdobył Tibor Széles przed Istvánem Sulyokiem i ex aequo Ferencem Demmelem i Ferencem Kissem. Wcześniej, w 1962 roku zainaugurowano mistrzostwa Formuły Junior, które odbywały się przez trzy lata.

## Mistrzowie
| Sezon          | Mistrz         | Zespół          | Samochód           |
| Formuła Junior | Formuła Junior | Formuła Junior  | Formuła Junior     |
| -------------- | -------------- | --------------- | ------------------ |
| 1962           | Ferenc Kozma   | IV Autójavitó   | FIAT               |
| 1963           | Ferenc Demmel  | II Autójavitó   | Wartburg           |
| 1964           | Sándor Kiss    | VI Autójavitó   | Wartburg           |
| Formuła 3      |                |                 |                    |
| 1964           | Tibor Széles   | Magyar Autóklub | Melkus 63-Wartburg |